# Mata Hari (série télévisée)
Pour les articles homonymes, voir Mata Hari et Mata Hari (homonymie).
Mata Hari (en russe : Мата Хари) est une série télévisée russo-ukrainienne consacrée à l'histoire de l'espionne Margaretha Geertruida (« Grietje ») Zelle (1876-1917), plus connue sous le nom de Mata Hari, fusillée en 1917. 
La série est une coproduction entre la société ukrainienne Star Media et la chaîne russe Perviy Kanal. La réalisation est de Dennis Berry et Julius Berg. 
Le premier épisode a été diffusé le 21 janvier 2017 sur la chaîne portugaise SIC, et le 20 mars 2017 sur la chaîne russe Perviy Kanal.

## Synopsis
Margaret MacLeod, persécutée par son mari qui finit par la priver de la garde de leur fille, se retrouve pratiquement sans moyens de survie. Après de laborieuses recherches d'un emploi, elle se décide à devenir danseuse à Paris sous le nom de Mata Hari.

## Distribution
- Vahina Giocante : Mata Hari
- Christophe Lambert : Kramer
- Rutger Hauer : le juge Stolbacken
- John Corbett : MacLeod
- Gérard Depardieu : le prêtre
- Alexeï Gouskov : Georges Ladoux, chef du contre-espionnage français
- Anatoli Lobotski : Monsieur Malier
- Oshin Stak : Gabriel Astruc
- Maxime Matveïev : le capitaine Vladimir Maslov
- Rade Šerbedžija : Émile Guimet
- Alsidesh Estrela : Sairous
- Victoria Isakova : la comtesse Lidia Kirievskaïa
- Nuno Lopes : le baron Maximilien Ridoch
- Chris Murphy : Hubert, le chauffeur de la comtesse Kirievskaïa
- Alexandre Petrov : Matthieu, voleur et assassin
- Xenia Rapoport : Elisabeth Schragmüller
- Svetlana Khodtchenkova : Elatka Djenitch
- Carloto Cotta : Théophile Rastignac
- Alexandre Mikhaïlov : Semikhine
- Maria Fomina : Vera
- Makhar Zaporojski : le lieutenant Riabov
- Iekhezkel Lazarov : le comte Costello
- Dmitri Maltsev : Hervé Matthieu
- Piotr Nesterov : le lieutenant Sakhnevitch
- Alexandre Khochabaïev : Mister Melo
- Ilia Slanevski : un officier allemand
- Nail Abrakhmanov : David
- Artiom Tsypine : Salinac
- Danila Dounaïev : Pierre Lenoir

## Tournage
Production internationale, la série a été tournée au Portugal, en Russie et en Ukraine. Les scènes de batailles de la Première Guerre mondiale ont été tournées en Russie et en Ukraine, ainsi que la vie et le développement de la carrière du capitaine Vladimir Maslov. La série a été tournée directement en anglais et en russe. La première projection du septième épisode a eu lieu le 16 octobre 2016 à Cannes dans la grande salle du palais du festival,.